# Impacto das mudanças climáticas nos povos tradicionais
O impacto das mudanças climáticas nos povos tradicionais refere-se ao conjunto de efeitos climáticos das ações promovidas pelo homem no meio ocupado pelos povos tradicionais, segundo a definição adotada pela Convenção-Quadro das Nações Unidas sobre a mudança climática, na qual estabelece serem mudanças climáticas aquelas ligadas à antropização. Tais efeitos climáticos são os mesmos efeitos presentes ao redor do mundo, no entanto, podem apresentar maior proporção ou maior alastramento dentre as comunidades tradicionais, sendo, por essa razão, considerados grupos vulneráveis aos impactos da mudança do clima.
Os efeitos decorrentes da mudança climáticas são diversos, e não afetam somente os seres humanos, mas qualquer forma de vida existente. No entanto, as Nações Unidas apontam oito deles, a ver: temperaturas mais altas, tempestades mais severas, aumento da seca, expansão e aquecimento do oceano, perda da biodiversidade (perda de espécies), insegurança alimentar, riscos para a saúde, pobreza e deslocamento. Já a Comissão Europeia subdivide em quatro principais categorias: Ameaças sociais, empresárias, territoriais e consequências para a natureza, cada qual com suas subcategorias. Para os indígenas, ribeirinhos, catadores de mangaba, quebradeiras de coco babaçu e outras comunidades tradicionais do Brasil habitantes das áreas rurais, a noção entre ameaças sociais e ameaças da natureza não se distingue, pois há uma relação intrínseca entre a manutenção da natureza e seu bem-estar social.

## Impactos econômicos

### Castanheiros e a castanha-do-pará
Os castanheiros ou guardiões da floresta, são extrativistas vegetais da Castanha-do-pará, compostos por comunidades tradicionais e indígenas que contribuem para a movimentação econômica do Brasil, anualmente, com mais de dois bilhões e trezentos mil reais. Ao todo, o Brasil lucra com o extrativismo vegetal cerca de R$ 6,2 bilhões de acordo com dados da IBGE, ou seja, os castanheiros representam aproximadamente um terço desse total. Além da importância econômica, os trabalhadores da coleta da Castanha-do-pará preservam a floresta Amazônica—através do uso sustentável de seus recursos, praticam a vigilância quanto à presença de estrangeiros (atividades ilegais de extração), e dependem dela para sua sobrevivência, muito além da subsistência econômica, conforme defende Magda Ribeiro, professora adjunto do departamento de Antropologia e Arqueologia da UFMG. Ela destaca: “A coleta da castanha movimenta a vida de toda a comunidade. O preparo para a jornada, a reunião com os companheiros e tudo aquilo que se vive nos castanhais são, na verdade, expressões da cultura, da potência e de uma profunda capacidade de adaptação desses ribeirinhos”.
No Brasil, em consonância com dados da Embrapa, a prática da atividade castanheira data de mais de 70 anos, tendo seu auge nos anos de 1950. Entretanto, durante os anos de 1970, com mais de 100 000 toneladas "produzidas", até 1990, quando começou a decrescer. Hoje, o país ocupada a segunda posição na exportação da Castanha-do-Brasil, atrás da Bolívia; aliás, não somente na exportação do produto, como no seu valor agregado, na qualidade sanitária e nas tecnologias. Essa mudança na posição do mercado global da iguaria é uma consequência decorrente do prolongamento do fenômeno climático La niña, em 2017; o castanheiro Jonas Lima do Nascimento explica, dessa maneira, a queda nas safras. Em algumas regiões, a escassez chegou a setenta por cento, o que causou um aumento desproporcional no preço das safras, afastando os consumidores do mercado. Ainda nos anos seguintes, o mercado não se recuperou totalmente desse impacto, e a Bolívia permaneceu com o primeiro lugar nas exportações em meados dos anos 2000 até hoje, em 2024.
As mudanças climáticas no fenômeno La niña proporcionaram o atraso nas chuvas de 2015, interferindo no amadurecimento dos frutos que seriam coletados em 2017. Recentemente, a extensão do período das chuvas na região dos castanhais está alterando os costumes tradicionais repassados pela comunidade empregada pelos castanheiros. Se é comum a alta nos rios até o mês de maio, propiciando a navegação na área dos chamados Igarapés, e é nos meses de março ou abril que os ouriços de castanha param de cair., com a seca causada por La niña, o florescimento dos frutos mudou, e pode influenciar o período da coleta, visto que a queda dos ouriços (pelo qual os extrativistas orientam-se) depende do amadurecimento prévio da castanha.

### Ribeirinhos
Os ribeirinhos, moradores das áreas de Igarapé, lidam constantemente com períodos de cheias e secas no rio, processo qual já estão acostumados. Todavia, o Igarapé é tradicionalmente um local à beira dos rios, e não uma área de várzea, isto é, de enchentes sazonais. Essa seria uma característica dos Igapós, porém, com a alteração climática anormal, as cheias nos rios transformaram-se em enchentes, prejudicando a prática da avicultura local. Antes, os ribeirinhos mantinham aves nos arredores e compunham sua alimentação com a carne advinda da atividade pecuária, contudo, o aumento no nível da água tem levado à diminuição na quantidade de espécies, obrigando os moradores à beira dos rios a consumir aves comprada no mercado.
O dano é primeiro no encarecimento da alimentação básica desses povos da Amazônia, pois dependem da aquisição da proteína por fora da comunidade. O segundo impacto faz-se notar pela diminuição dos grupos ribeirinhos que se dedicam ao comércio dos animais galliformes, e igualmente de bovinos ou caprinos. Fica difícil para a população local realocar todo o rebanho durante os meses de cheias, migrar todos os animais, para muitos, é uma atividade que não compensa. Dentre os poucos restantes, tornou-se comum a venda de toda produção ao aproximar da subida das águas, para evitar que o quintal seja alagado e danifique suas criações.
Na ausência da renda proporcionada pela criação de animais, os ribeirinhos costumam optar pela venda de peixes. Mas, essa é mais uma das áreas afetadas pela mudança do clima, tanto as cheias abundantes quanto as secas tem a capacidade de modificar as vidas subaquáticas e, por consequência, a lucratividade dos povos do rio. Wandicleia Lopes, coordenadora da organização Sapopema, explica em outras palavras, a importância da pesca para a base alimentar ribeirinha, e garante que das reclamações ouvidas pelo grupo, a maior delas é na dificuldade de pesca. Quando o fluxo dos rios enche demasiadamente, os peixes dispersam-se para outros lagos e afluentes, dificultando a captura, pelo contrário, na extrema seca, os rios baixam o volume e matam os cardumes, impedindo a estabilidade econômica do povo nativo da beirada dos rios.

### Indígenas
A Organização Mundial do Turismo (OMT), em 2017, anunciou que as mudanças climáticas poderiam impactar o turismo em diferentes modalidades. De acordo, o Programa de Pesquisa em Mudanças Globais dos EUA num estudo sobre "Mudanças Climáticas: Impactos sobre os Estados Unidos" reserva uma seção para os homens e povos nativos dos Estados Unidos, dentre eles, os indígenas. Assim, o programa indica cinco questões primárias dentro dessa seção de impactos, e cita "sobre o turismo e desenvolvimento da humanidade".
O turismo em comunidades indígenas é um ganho para os dois lados, tanto para o desenvolvimento da economia nos grupos étnicos originários quanto para a preservação da diversidade cultural. Tendo em vista estratégias corretas que promovam parceria indígena, lucratividade e respeito da cultura adversa, seja essa a dos visitantes ou dos anfitriões, o turismo pode ser uma ótima fonte de renda para as comunidades locais, numa prática conhecida por etnoturismo, além de movimentar a economia do país. Estudo da WTTC (World Travel & Tourism Council), ou em português, o Conselho Mundial de Viagens e Turismo (o estudo foi aplicado pelo conselho americano) aponta que o turismo indígena deve injetar sessenta e sete bilhões de dólares até 2034 na economia global.
A WTTC enfatiza a velocidade com que se tem crescido o turismo em comunidades indígenas, e alia aos benefícios da atividade rentável a possibilidade de gerar empregos para os povos tradicionais e o lado vantajoso para os turistas, que podem usufruir de uma história cultural a partir de vivências e aprendizagem com os locais. Só no Canadá, o setor turístico indígena proporcionou mais trinta e nove mil empregos e uma renda equivalente à 1,7 bilhões de dólares canadenses, em 2017.
Na visão dos indígenas da aldeia Raposa Serra do Sol, terceira a ter Plano de Visitação no turismo desenvolvido pela FUNAI—em parceria com universidades locais, consultorias e a Delegacia do Turismo de Roraima—, a ideia soou diferente no começo, até porque não se tem uma palavra específica para turismo em sua língua natal, mas com o passar das experiências, viram bons resultados na venda de panelas de barro, e criaram curiosidade em relação aos estrangeiros que os visitavam. Em terras perto do Rio Cuieiras-Amazonas, a comunidade Pisasú Sarusawa, do povo Baré, adota o etnoturismo de base comunitária, e alcançaram bônus econômicos e sociais, dado que antes a população dependia exclusivamente da atividade madeireira e com o turismo surgiram oportunidades de trabalho no artesanato e na atividade turística em si.
Porém, em conformidade com Grimm, as mudanças climáticas interferem diretamente na oferta de serviços turísticos,  meios de hospedagem, disposição de alimentos e outros serviços disponibilizados pelas agências de turismo, ou ainda pelo turismo de base comunitária (TBC), e indiretamente no interesse das pessoas (i.e. clientes) em participar dessas atividades enquanto os locais geográficos foram alterados pela mudança climática.
Outrossim, o fenômeno climático La niña por meio do resfriamento das águas do Oceano Pacífico Equatorial, estimula o aumento das precipitações no Norte da Amazônia e corrobora a falência dos negócios turísticos, causando danos à infraestrutura do turismo, pelas chuvas ou por inundações procedentes e limitando a oferta  de atividades na natureza, ao ar livre. Em outra via, o El niño-Oscilação Sul (ENSO) incide nos períodos de estiagem, carregando outros impactos para o turismo regional. Por exemplo, atividades em que se toma banho nos rios ou cachoeiras são impedidas, logo, impede-se por igual a prática de esportes na água e pesca. Deste modo, ora as inundações, ora as secas, as duas representam danos à execução das atividades turísticas, além de afastarem o fluxo de turistas pelos climas extremos ou pelas alterações no meio ambiente derivadas.

## Impactos sociais

### Ribeirinhos
"Eu te confesso que quando eu era pequeno eu ia pro roçado com meu pai e eu ficava até 11 horas sem camisa, só de calção. Hoje você não aguenta. 8 horas da manhã você já não consegue mais ficar no sol. Então houve uma mudança."- Aldo, morador ribeirinho
O depoimento acima reflete a situação do aumento da temperatura vivenciado pelas comunidades ribeirinhas, uma comparação entre o passado e o presente das práticas tradicionais afetadas pelo clima. O aquecimento global tem como consequência mais direta o que o próprio nome evoca imageticamente: o aumento das temperaturas, e a sensação de calor. Embora, seja essencial o conhecimento de que falar sobre mudanças climáticas não é necessariamente falar do aquecimento global. Uma das manifestações das mudanças é no aquecimento do globo, mas existem outras várias, o aumento do número de precipitações e do nível do rio, por exemplo, são duas delas e não estão ligadas ao aquecimento.
Depoimentos dos ribeirinhos Sérgio Mateus e Adriano confirmam a situação elencada por Aldo, traduzindo o aumento do calor no limite de horário aceitável em atividades locais. Outrora, dizia um deles, era possível pescar sem chapéu, e nas condições atuais, não se sentem confortáveis em fazê-lo pois o cabelo sairá queimado. Toda a mudança climática faz sentir-se de forma maior na Amazônia por ser um ambiente úmido, então uma elevação de dois graus celsius facilmente causará uma maior sensação térmica nos locais úmidos.
No âmbito da saúde, as principais preocupações que aflingem os ribeirinhos estão ligadas ao aquecimento global e as respectivas proliferações de mosquitos e fungos patogênicos. A floresta amazônica é dona do título de floresta tropical úmida, e faz jus a ele, como prova tem-se os rios voadores, imensas camadas de ar provenientes da umidade trazida do Oceano Atlântico e devolvida pelas árvores da floresta. Todavia, o aumento ideal de 1,5 graus celsius previstos no Acordo de Paris, já alterariam as dinâmicas reprodutivas dos mosquitos. O pesquisador Wanderli Tadei alerta para o célere reproduzir dos mosquitos Aedes aegypti (transmissor da Dengue, Zika e Chicungunha ) e Anopheles darlingi ( transmissor da Malária).
Além disso, o aumento da temperatura global, segundo pesquisa realizada por pesquisadores da Duke University, estaria adaptando, de um modo genérico, os fungos. João Nóbrega de Almeida Junior, infectologista formado pela USP, faz ressalvas ao esclarecer a pesquisa, dissertando que a maioria das populações de fungos não se adaptarão às mudanças, e, por isso, morrerão, porém as poucas que se adaptaram geneticamente aos testes, tornavam-se mais resistentes e virulentas, com maior capacidade de resistir ao uso de antifúngicos; portanto, com um maior potencial infeccioso.
As duas possibilidades o pesquisador do INPA, Adalberto Val, levou em conta. Ele argumenta: "A gente tá estudando, por exemplo, o que acontece com os mosquitos que transmitem doenças na Amazônia num cenário climático de temperatura maior? O que acontece com os fungos da Amazônia? Os fungos têm duas vertentes: têm os fungos que são patógenos e causam doenças; e têm os fungos que são comestíveis. Hoje nós sabemos que num cenário climático mais drástico, por exemplo, os fungos vão crescer muito mais. Muito bem, se forem fungos comestíveis, fantástico, a gente vai ter mais alimento. Mas se for fungo patógeno, nós vamos ter mais problemas"
Logo, em consonância com a fala de Nóbrega e com as pesquisas atuais da Universidade Duke, ele alerta para os riscos do aumento dos fungos patógenos, apesar de levantar uma nova hipótese alimentícia. O Painel de Curitiba compara o enredo do jogo distópico de videogame The Last of Us para evidenciar o perigo das patologias causadas por fungo e sua previsão de maior infectividade frente ao aumento temperatura.

Mais uma vez, o pesquisador Val realça suas preocupações com a alta das temperaturas na região Amazônica, nessa fala, destacando o problema da Malária em suas terras:
"(...) A questão dos anófeles, que transmitem malária, eles vão se reproduzir muito mais e num tempo mais curto. Então o tempo de reprodução deles vai diminuir e eles vão se reproduzir mais. Isso do ponto de vista da malária é uma confusão arretada pra Amazônia."
Não é de hoje que a Malária concerne com um grande angústia em terreno amazônico, a doença é endêmica na região. A maior parte dos casos patológicos da Malária no Brasil, mais de noventa e nove por cento, acontecem na região amazônica, em áreas rurais predominantemente, e em seguida, nas Terras Indígenas. Desse modo, o problema do aquecimento global na reprodução dos Anopheles é mais do que ribeirinho, como de toda população moradora dos domínios amazônicos.
Em relação à educação e idas ao colégio nas populações ribeirinhas, todos os anos são construídas pontes de madeiras para a passagem das pessoas na época de alagamento. Visto que as tábuas ficam podres com a água e não podem ser reutilizadas, todo ano, parte da floresta é desmatada para suprir as necessidades locomotivas rumo aos centros de educação no período de alagamento. As comunidades residentes aos redores dos rios são acostumadas com a subida do rio, por este motivo, constroem casas mais altas, em cima de estacas de madeira, fazem plantações erguidas em tábuas, e outras medidas similares. Já faz parte do modo de vida a migração sazonal, aqueles que se recusam a sair das suas casas no período de cheia, aumentam os impactos negativos combinando as enchentes com o desmatamento da flora para garantir sua sobrevivência. Mesmo dessa maneira, com todas adaptações usuais, as enchentes extremas associadas à La niña remexeram a organização social, atingindo de surpresa os ribeirinhos em 2012.
Ainda que prevaleçam muitas desvantagens com as mudanças climáticas, para os ribeirinhos, há algo de bom no meio. O clima que antes era rigoroso e definido, ao ficar seis meses em seca e seis meses em chuvas intensas, agora, mostra-se mais flexível. É possível passar uma semana ora com chuva, ora com sol, dentro do que os locais classificam tempo "trameado", algo como misturado, embaralhado.
O "inverno amazônico" é um termo um termo derivado da percepção climática tradicional, ou seja, um conhecimento construído na região, não necessariamente com bases científicas, e, nesse caso, o "inverno amazônico" realmente não condiz com o ponto de vista científico da Meteorologia. Os climatologistas explicam que a população amazônica dividiu as estações do ano em uma dicotomia, baseada na presença ou ausência de chuva. Como no passado próximo era possível documentar os períodos marcados por chuva com precisão, o termo "inverno amazônico" popularizou-se e até hoje é utilizado por muitos habitantes para descrever as estações do ano. Neste viés, as mudanças climáticas geraram uma necessidade de adaptação, principalmente quanto ao começo do plantio, mas, em geral, os ribeirinhos interpelados consideraram positiva a mudança, por conta da maior variabilidade, nas palavras de Dona Rosa: "Mas ficou bom né? Ficou melhor. Porque se chove como a gente vai ter sol? Só chuva, como vai enxugar as coisas? E só sol, também é quente, como moradora de Careiro da Várzea e observadora de uma estação de coleta de dados sobre o nível do rio, como faz pra molhar o campo? Ficou bom, né? Porque misturou, ficou um clima temperado (...)".
Assim, na prática, as estações do ano definidas pela Ciência em nada se alteraram, os meses de dezembro até março continuam a ser nomeados verão. Não obstante, existiu um impacto social na percepção tradicional dos povos ribeirinhos sobre a passagem das estações, para alguns, já surgiu o termo "primavera" no vocábulo, um incremento a definir um meio termo no verão amazônico e o inverno amazônico.

### Indígenas
Nas TIs (Terras Indígenas) a maior frequência de focos de calor é explicado igualmente pelas mudanças climáticas intensificando o El niño, com o incremento das áreas desmatadas, favoráveis ao acontecimento de incêndios. O que outrora foi tido como Rio voador, ao decorrer das queimadas, vira um verdadeiro corredor de fumaça, pois as massas de ar deixam de transportar unicamente o vapor da água e passam a levar consigo as partículas suspensas na atmosfera.
De acordo com Francisca Arara, primeira mulher indígena a ser nomeada Secretária de Estado, a fumaça certamente representa um risco à saúde para quem já teve antes um quadro de COVID-19, ou até para os que não tiveram, a secretária afirma convicta a nocividade da fumaça cobrindo a região e alerta riscos para a emergência de doenças pulmonares. Ao encontro da fala de Arara, o ISA (Instituto Socioambiental) mostrou em pesquisa realizada em 2020 uma coincidência nas internações de povos tradicionais indígenas por causas de bronquite aguda e asma com o período de maior queimada nos seus domínios amazônicos. Caso o ameríndio tenha alguma vez portado o Corona Vírus, é possível que seu pulmão não esteja totalmente recuperado, num quadro conhecido por bronquiolite obliterante, assim, o contato com a fumaça agravaria a situação preexistente.
As inundações extremas também resultam em problemas sociais nas terras indígenas, entretanto, a inundação desabrocha de modo distinto a enchentes dos ribeirinhos, nesses territórios a problemática não se liga ao aumento do nível de água dos rios, já que o costume de morar nas beiradas dos rios, igarapés ou matas de Igapó é ribeirinho ou caboclo. Aqui, em TIs, o desafio prioritário vem com tempestades severas, agravadas pelas mudanças no clima, contribuindo, desse modo, com as inundações e destruição das terras agrícolas.
Elas dificultam o deslocamento dos indígenas, causam danos materiais em suas casas, os atingem com doenças infecciosas originadas de águas não tratadas, e se não levam todo o alimento, ao menos contaminam. Devido a esse impasse meteorológico, os nativos da ilha de Pohnpei (como exemplo análogo) adaptaram-se plantando seus produtos agrícolas nas elevações superiores da ilha, desmatando a flora local. Por relação, se esse desmatamento continua, têm-se um dano aos ecossistemas, provocando um impacto socioambiental. Em síntese, os problemas dos autóctones brasileiros assemelham-se aos dos nativos de outros países em desenvolvimento; dado o aumento do aquecimento mundial, a consequente elevação na régua do mar e mudanças associadas no sistema oceânico, há a possibilidade dos nativos virarem milhares de refugiados  "de países em desenvolvimento que procuram um terreno mais seguro"
A Universidade Federal de Santa Maria, no Rio Grande do Sul, denuncia o mesmo problema nas comunidades nativas brasileiras, acrescenta em seu artigo que isso vincula-se a um conceito de racismo ambiental, no qual a sociedade branca negligencia carências na qualidade de vida fora dos seus domínios e fazem pouco caso da segregação vivenciada pelos povos habitantes dessas áreas. Por não terem infraestrutura resistente, nem sequer condições para reerguer as casas destruídas, os povos originários e comunidades tradicionais são obrigados a deixar as terras natais em busca de uma melhor qualidade de vida em lugares mais estáveis.
Apesar de haver ajuda financeira internacional para a causa dos indígenas, afinal, nos Estados Unidos também existem comunidades indígenas remanescentes e fundações destinadas ao arrecadamento de recursos, a UFSM aclama uma falta de comunicação entre o Governo, ONGs, agências e fundos regionais, no processo do recebimento dos recursos até a chegada em povos indígenas.
Como já dito, as inundações somam doenças infecciosas às doenças pulmonares induzidas pela cortina de fumaça das queimadas. Dentre as infecções, a Leptospirose talvez seja a mais fatal, uma vez que quarenta por cento dos casos graves levam à morte. Seu contágio nessas situações se dá pelo longo período em que os corpos ficam imersos em lama ou água contaminada por urina de rato, cenário recorrente em alagamentos, a doença caracteriza-se na sua fase mais leve por sintomas febris elevados, tais quais náuseas e dor de cabeça, além de dor muscular na panturrilha, falta de apetite e a própria febre. Há simultaneamente casos assintomáticos nos quadros iniciais.
A Dengue é igualmente notória nas ocasiões de inundação, ainda que indiretamente, através do acúmulo da água parada ao longo de diversos objetos no meio urbano, por exemplo, dentro de pneus. Os locais propiciam o desenvolvimento das larvas do mosquito Aedes aegypti, que se alocam nos depósitos de água limpa parada, seja por chuvas intensas ou pelo aumento do nível do rio. Por seu turno, a dengue demonstra na sua fase mais fraca também sintomas similares aos febris da Leptospirose, com exceção dos diferenciais: dor atrás dos olhos, coceira na pele manchas vermelhas e dores na articulação.
Além disso, os ambientes com destroços invocam a presença de animais peçonhentos, tais como as cobras, os escorpiões e as aranhas, perigosos para o bem-estar da população. Dados da Butantan indicam que os indígenas possuem as maiores taxas de fatalidade por envenenamento de serpentes, em ênfase, mulheres e idosos: " são quase três vezes mais chances de morrer em relação à população que registrou o menor índice – no caso, as pessoas que se autodeclararam pretas.". Em consonância com o Boletim Epidemiológico divulgado pelo Ministério da Saúde no final de 2023, o alto número de letalidades deve estar relacionado à dificuldade de acesso aos soros, fora a demora para chegar aos edifícios hospitalares.
Quanto aos impactos sociais alimentares, destaca-se o quadro de insegurança alimentar. Para a Organização das Nações Unidas para Alimentação e Agricultura (FAO) a pergunta "o que é a insegurança alimentar?" é respondida pelo seguinte: “Uma pessoa está em insegurança alimentar quando não tem acesso regular a alimentos seguros e nutritivos em quantidade suficiente para o crescimento e desenvolvimento normais, bem como para uma vida ativa e saudável.” Em breves palavras, a insegurança alimentar poderia ser entendida como uma pessoa sem estabilidade alimentar, sem previsões exatas de quando, quanto e como irá comer. Sob essa ótica, ressalta-se, o quadro de insegurança alimentar não é novo para muitas comunidades indígenas, no entanto não há uma sistematização oficial de informações, apenas pesquisas realizadas com pequenas parcelas das populações tradicionais. De uma forma ou outra (com ou sem registros oficias do número total), há um consenso nos malefícios da mudança antrópica do clima sob as populações indígenas e outras vulneráveis. Em 2024, no mês de agosto, a situação ganha nova faceta, ao site da Agência do Governo proclamar a criação de uma ferramenta para diagnóstico da "situação alimentar" indígena, mas até então, não forneceram números quantitativos.
Segundo os estudos de Ana Schramm, pós doutorada no Programa de Saúde Pública e Meio Ambiente, o aumento da temperatura tornou o Mercúrio líquido contaminando os rios próximo a região das comunidades tradicionais indígenas, por esta razão, os peixes estariam mais magros, e em menor quantidade. Na visita feita por ela a aldeias no Xingu, as principais demandas eram a qualidade da água e do peixe, já que o esgotamento desses dois elementos induz indígenas a comprarem cestas básicas nas épocas do ano sem frutas e peixes, perdendo a cultura da alimentação tradicional e proporcionando mais um quadro de doenças ligadas à alimentação.

### Quebradeiras de coco Babaçu
As mudanças climáticas não atingem homens e mulheres da mesma forma.  Na verdade, pode-se dizer que as mudanças climáticas tem impactos desiguais a depender do gênero, e ressaltam diferenças que já são evidentes na sociedade. De acordo com Simone de Beauvoir, intelectual e feminista francesa, só é preciso uma crise política, econômica ou religiosa para que os direitos femininos sejam questionados, e com a crise climática a situação repete-se.
Dados do IPCC mostram que Setenta e dois por cento das pessoas em extrema pobreza são do sexo feminino, elas possuem acesso desigual à educação, titulam somente vinte por cento das propriedades rurais, mas, em contrapartida, majoritariamente, administram a coleta de recursos naturais, tais como madeira, água ou babaçu. Nos Estados do Maranhão, Piauí, Tocantins e Pará as quebradeiras de Coco Babaçu somam mais de trezentas mil mulheres, e ao menos, na região do Médio Mearim (Maranhão), o sexo feminino protagoniza a atividade.
Segundo relatos de uma das quebradeiras de Babaçu no Médio Mearim, Franciene Pereira Frazão, a atividade surgiu para que as mulheres jovens pudessem alimentar seus filhos. Na fala de Frazão: "Tudo começou pela fome", relembra que no início a atividade sequer era remunerada, servia para uma troca de alimentos, na qual as maranhenses colhiam os Cocos de Babaçu, apunhalavam, e vendiam os produtos em troca de um prato com arroz, comido junto a um dos vegetais da suas próprias plantações. De forma similar ao escambo, o negócio mantinha-se desprovido de dinheiro. Hoje com cinquenta anos, dona Franciene relembra a história das trabalhadoras da região e cita a fome como motor da atividade, também lista a mudança com os anos, a inclusão dos homens das famílias no extrativismo do Babaçu, uma vez que no começo estes recusavam a entrada na prática.
Outra das mudanças seria a faixa etária das exploradoras econômicas do Coco Babaçu, se nas raízes históricas a exploração feita pelas mulheres jovens com filhos não foi remunerada, nem reconhecida no convívio familiar, com o tempo, o "elenco" principal permaneceu. Isto é, as mulheres praticantes da quebra do produto nos dias atuais ainda são as mulheres de décadas atrás; então, é natural que o perfil social de quem quebra o Coco Babaçu tenha mudado, porque um dia foram moças joviais com crianças pequenas para alimentar, e agora, idosas, frequentemente, com saúde debilitada. Assim, os impactos das mudanças climáticas acertam as mestres do ofício de maneira mais significativa.

Um dos efeitos da crise climática mais abarcados pelas senhoras quebradeiras de Coco Babaçu na região do Pará: a sensação térmica do ambiente. Embora a sensação térmica seja uma equação resultante de fatores variáveis (i.e. vento, umidade relativa do ar, e outros), o aumento da temperatura pelo aquecimento global faz-se sentir no Cerrado, onde atuam parte das quebradeiras. Não obstante as variações linguísticas, as senhoras do Pará comunicam de maneira clara o que sentem das mudanças do clima:  "O clima (...) tinha mais sombra." -diz Francisca; Cleudneuza confirma:
" Aí a diferença, o clima mudou, ficou muito mais seco, ficou mais calor, que nós não tinha esse calor. De agora pra frente todo mundo vai viver assim, morrendo sufocado de calor até o dia que cair uma chuva, e a chuva que cai hoje não é mais como era antes, elas cai um dia passa um mês, passa 15 dia e não é da forma que caia antes. Aí as matas foram se afastando de nós, a chuva também foi mudando, o clima também foi mudando nessa parte aí."
Entre todos os moradores da região entrevistados por Taurino à respeito da mudança no clima, é unânime a fala, todos concordam quanto ao aumento da temperatura. Para a faixa etária avançada das comunidades tradicionais de quebradeiras, o calor impede o fluxo de trabalho que é ou era regular. Em jus às palavras da coletora Cileide, a quentura nas primeiras horas da tarde interrompe a coleta, que retorna pelo final da tarde, senão, deve ser feita pela manhã, quando não se sente tamanho o calor.
Além dos prejuízos na colheita, as consequências da mudança climática no Pará arrematam o plantio, base de subsistência alimentar daquelas que se dedicam à coleta do Coco regional. Das entrevistadas supracitadas, a totalidade pratica agricultura familiar, e a maioria reclama da interferência do clima nas plantações, da falta de chuvas que vem assombrando o estado.
Os danos no plantio citados indiretamente se relacionavam à mudança do clima. Por exemplo: a escassez de chuva causda por mudanças climáticas alteradoras das camadas de ar. Dessa problemática, advém várias, como a confusão no período de plantio adequado, ou quando poderão colher suas frutas e leguminosas com segurança; a morte de vegetações nativas da floresta (i.e. que não foram palntadas); a seca de lagoas e grotas próximas e a diminuição do número de agricultores. A último da lista acompanha uma nova problemática até então não comentada por outros povos tradicionais, as coletoras do fruto das palmeiras alegam que nos poucos plantios restantes, macacos, curicas e ratos comem a plantação. Esses animais, apesar de comuns no Cerrado paraense, normalmente estariam nas florestas, sinais deles nos assentamentos antrópicos indicam também impactos ambientais nos ecossistemas.
As quebradeiras de Coco Babaçu promovem importantes ganhos nas atividades econômicos e ambientais, visto que para exercer o extrativismo vegetal, é preciso zelar pela conservação das florestas de palmeiras, contribuindo para a diminuição dos impactos ambientais. Além disso, são povos tradicionais da nação brasileira e agregam com a manutenção dos seus saberes e sua cultura.

### Ciganos
Os grupos ciganos listados como povos tradicionais do Brasil, na verdade, não se constituem de um povo apenas, mas de várias nacionalidades distribuídas em três grupos: Kalon, Rom e Sinti. Aliás, os "ciganos" enxergam-se no plural como "romani", portanto, cigano é um exônimo cujo significado seria "egípcios"; analogamente ao modo como eram conhecidos na América do Norte "gypsy", até que este nome passou a ser visto de forma pejorativa.
A primeira leva romani chegou ao Brasil em 1574, durante o período de colonização.  Inicialmente, as terras brasileiras não denotavam maior prestígio em relação às outras, pois se esperava encontrar minérios como ouro e diamante, em contrapartida, a primeira atividade colonial mais lucrativa advinha de uma árvore, o pau-brasil. Assim, é possível dizer que a colônia brasileira teve seu valor subestimado pelos portugueses, e por consequência, a maior nobreza não tinha planos de mudar-se para o Brasil. Dentre os que vieram pisar pela terra nos primeiros anos, são destacáveis os Fidalgos ( filhos de algo, filhos de uma pequena nobreza), e os exilados, popularmente conhecidos "degredados" por terem sido ensejados no reino de Portugal. E, entre os últimos, estavam os ciganos.
Após o período os ciganos voltaram para o Brasil principalmente no final do século XVII e XVIIII, daqueles nomeados romanis ibéricos, ou seja, vindos da Península Ibérica. Novamente retornaram no século XIX e no Governo Vargas, dessa vez, no posto de refugiados. Aqui se estabeleceram desde então e estima-se que suas populações ultrapassem quinhentos mil.
Todavia, o histórico dos anos ocupados nas terras brasileiras pouco alterou a visão exterior atrelada a eles, muitas vezes os grupos romani são entendidos na melhor das hipóteses por feiticeiros, místicos, pagãos, senão, por ladrões e criminosos. Essa visão social discriminou os ciganos por todo o Brasil, obrigando o povo a estar em constante mudança em busca de aceitação, ao menos, os próprios ciganos relatam ser tal a origem do fluxo migrante, conquanto saiba-se hoje a identidade ser um objeto móvel. O estilo de vida perdurou, e os grupos rom, kalan e siti ficaram conhecidos mundialmente pela característica comum de deslocamento, integrada à conexão dos romani com a natureza, possibilitou um estilo de vida sustentável por vários anos, migrando nas áreas rurais a cavalo.
Contanto que os recursos naturais de outrora ainda estivessem preservados, nada impediria a continuação da vida cigana numa liquidez móvel. Porém, as mudanças climáticas tornaram a disponibilidade de água potável em riachos mais rara, carência de espécies frutíferas importantes para a alimentação destes e ocasionaram a desertificação de solos usados para plantio. Então, o estilo de vida com o qual eles estavam adaptados mudou, e como resultado disso, uma intensa onda de êxodos rurais apesar de serem malquistos com frequência nos ambientes urbanos. Também não sinonimiza condições dignas de moradia a ida a metrópoles, já que empurram os ciganos para áreas periféricas nacional e internacionalmente; Desse modo, nas cidades, nasce o conceito do termo "racismo ambiental", segundo o qual as condições de acesso à igualdade climática dependem diretamente da etnia dos solicitantes (numa forma geral, os ciganos de pele escura ou clara não são vistos como brancos mundialmente).
Quando se realojam nas periferias ou em acampamentos, trocam a seca dos rios pela irregularidade no acesso à água; em alguns locais da Europa, os ciganos perdem acesso ao consumo de água potável durante as ondas de calor. Logo, ora em campo, ora em cidades, os impactos antrópicos sob o clima alcançam os grupos constituintes dos chamados ciganos. Em primeira instância, apenas pelos danos do clima na natureza, em segunda, pelo caráter discriminatório que pode ser entendido por uma injustiça climática. Conforme Henri Acselrad, professor titular do Instituto de Pesquisa e Planejamento Urbano e Regional da UFRJ, Injustiça climática exemplifica-se nos processos de mudança climática incidentes aos mais despossuídos, neste caso, os ciganos.
Há uma dicotomia na relação dos mais afetados pela crise climática e dos que mais afetam o mesmo quadro. Os  nômades viviam costumeiramente de cavalo pelos interiores do Brasil em acampamentos na mata com uma alimentação locacional, porque conseguiam viver em harmonia com a natureza; tanto é que até os dias atuais os ciganos podem ser avistados andando com os pés descalços pelas ruas, a forma deles de conectar-se com a natureza. Nesse ínterim, os mais impactados pelas mudanças climáticas seriam eles e outros grupos de moradias precárias.
Além de terem mudado o estilo de vida tradicional por um estilo de vida incerto nos conglomerados urbanos, os romani situam-se em locais propensos aos riscos ambientais, consoantes a erosão e alagamentos. As áreas para onde foram deslocados são aterros sanitários ou periferias, locais com pequena ou ausente infraestrutura, favorecendo a atuação de intempéries climáticas.

## Impactos ambientais
Nesta categoria, falar-se-á dos impactos extravasados de maneira clara no meio ambiente, ou seja, aqueles que antes de tudo interferem no ecossistema local. Isso não quer dizer que exista uma divisão clara, na visão de Luciana Costa Brandão, graduada em relações internacionais e mestre em Sociologia, impactos no rio "puxam" impactos nos peixes, impactos na regularidade das chuvas "puxam" impactos no plantio e colheita. Logo, apesar da classificação "ambientais", atingem em segunda via impactos sociais e econômicos.

### Região dos ribeirinhos (igarapés)
A pesca, caça e a coleta tem grande papel na alimentação do ribeirinho; produtos como a farinha de mandioca, açaí e o peixe predominam na dieta desses grupos situados nas margens dos rios. Com o recente alagamento das regiões de Igarapé, as árvores frutíferas presentes na região foram reduzidas, não adaptadas à abundância de águas nas raízes. Sem o clima e concentração de água usais, a quantidade de espécies comestíveis, tais quais a mandioca e o açaí, diminuíram, afetando a biodiversidade nativa.
Outro impacto notório é na morte de cardumes de peixe provocados pelas épocas de seca, quando os peixes ficam presos ao Igarapé e morrem por falta de oxigênio. De acordo com o biólogo Frank Rainer, os rios no oeste do Pará estão ficando mais quentes, e esse aumento da temperatura altera o metabolismo dos seres vivos debaixo da água sugerindo a eles uma maior captura de oxigênio. Em contrapartida, existe uma redução do nível de oxigênio nas águas e o cardume deve adaptar-se a um espaço menor, pela diminuição do nível dos rios, o que nem sempre acontece e mata a fauna aquática.
Ademais, assim como La niña prolonga as chuvas e resulta no nível maior dos rios, El niño, aliado a mudanças climáticas adversas, cumpre o oposto, ao aumentar temperaturas e favorecer o alastramento de incêndios florestais. A partir de nova fala de Aldo, observam-se as mudanças na vegetação nativa em busca de uma adaptabilidade frente às ondas de calor. Semelhantemente aos seres humanos, as ervas-de-jabuti, espécies de algas, procuram por lugares sombreados para viver, uma vez que não parecem gostar da alta luz solar. Normalmente, Aldo as via em calhas do rio, e ultimamente apenas debaixo dos assoalhos de casa essas algas encontram lugar ideal ao desenvolvimento. Retomando a ideia segundo a qual um impacto climático ambiental influencia também as consequências sociais, Aldo menciona que a erva-de-jabuti, a rúcula, a chicória e outras plantas de preferências por luz solar mais amena são comestíveis e deixaram de proliferar, interrompendo o consumo alimentício.
No ramo climatológico, os moradores dos Igarapés trazem consigo uma lembrança de dias no verão em que vinha uma brisa fria, apelidada friagem.  Entre junho e setembro, os meses mais quentes, havia uma queda brusca nas temperaturas sem justificativa aparente, recordada pelos relatos em que os nativos remetem aos banhos mais frios da infância. Durante cerca de três dias, no mês de junho, um vento frio os impedia de tomar banho pela manhã, de tão gelada que estava a água, entretanto, depois de adultos, nunca mais presenciaram situação parecida. A todo tempo é possível tomar banho nos meses de junho até setembro. O fim do fenômeno da friagem, conforme alerta meteorologista entrevistado por Luciana Brandão, poderia estar relacionado ao aumento da temperatura global, mas pouco se sabe, e de acordo com o mesmo, esse é um tópico que ainda precisa de maior pesquisa.

### Região das quebradeiras de coco Babaçu
As quebradeiras distribuem-se em dois biomas, o Cerrado e a Caatinga, portanto cada qual será abordado de acordo com as suas características típicas e no modo como a mudança climática deixa suas marcas.
No Cerrado, as mudança do homem no clima se acentuam pela remoção da vegetação original devido à expansão agrícola. O Cerrado naturalmente retém milhões de toneladas de dióxido de Carbono (CO2), um dos principais Gases do Efeito Estufa (GEE), na vegetação nativa e no solo, contribuindo para amenizar os rastros da crise climática. Entretanto, frente às atividades humanas agrícolas, as áreas tem sido desmatadas, cerca de quarenta e seis por cento já se transformou em área rural.
As mudanças climáticas modificam a produção do Babaçu no Cerrado, porém muito além disso, as mudanças no clima agravam a crise hídrica que o bioma sofre desde um período superior há dez anos, os aquíferos perdem água mais rápido do que podem renovar, e os rios estão secando. Por fim, a capacidade de funcionar tal qual um sumidouro de Carbono é reduzida e limitada pelas mudanças ambientais conjuntas.
A Caatinga, nesta mesma perspectiva, passa por um processo mais intenso de reação às mudanças climáticas e ambientais. Por ser um ambiente semiárido com tempos secos, a Caatinga está mais propensa ao processo de desertificação, aumentado pelo desmatamento. Por conseguinte, espécies da flora não se adaptam bem à aridez do solo, conjunta à falta de água e o aumento da temperatura, e exemplares da fauna que ali se inseriam encontram-se obrigados a recorrer para áreas urbanas, como é o caso da onça parda.
As gramíneas, herbáceas e suculentas até conseguem resistir, mas árvores maiores não se enquadram no clima previsto para o futuro da Caatinga. Essa realidade, documentada por Mario R. Moura, pesquisador da Unicamp, abala a capacidade do bioma segurar carbono, porque são as plantas mais desenvolvidas, gimnospermas ou angiospermas, as principais pelo "consumo" de Carbono. Desse modo, a perda de espécies arbóreas retroalimenta o problema climático. Para os animais, ainda há o problema das rachaduras no solo e a consequente ruptura da conectividade, restringe suas áreas, seu nicho ecológico.

## Impactos de Alta Repercussão

### Enchente de 2009
O alto índice pluviométrico que deu a volta no Brasil no ano de 2009 provocou aos ribeirinhos o uso de canoas como camas. Contrários à ideia de deixar sua região, essa foi a solução encontrada para que não fossem levados. Contudo, em razão dessa "escolha" (impulsionada por fatores antrópicos externos) expuseram-se aos riscos de doenças pelo contato com a água da inundação.
Patrícia Pinho, professora da Universidade de São Paulo explica a dificuldade da adaptação dos povos tradicionais amazônicos à enchente de 2009 e tantas outras. Ao seu entender, os ribeirinhos e indígenas já acostumaram com o calendário baseado no ciclo hidrológico, os habitantes costumeiramente concentram esforços em observar a regularidade da chuva para poder agir. Conquanto estejam bem adaptados com os períodos de várzea e enchentes,[carece de fontes?] os amazônicos possuem um sistema de orientação fundado com base no conhecimento hidrológico do que era antes uma realidade única. Logo, as mudanças climáticas distraem e confundem os tradicionais.
Por exemplo, a enchente de 2009 na região da floresta foi seguida de uma seca no ano de dois mil e dez. Ainda em conformidade com a professora, a enchente de dois mil e nove fez sentir nos eixos da saúde, segurança alimentar e infraestrutura. Naquele ano, as previsões apontavam para ser aquela a cheia mais grande observada no Rio Negro e no Rio Solimões, capaz de ultrapassar trinta metros; outra previsão foi arriscada pelo geólogo Marco Antônio Oliveira, quanto ao possível aumento da umidade na Amazônia, embora ele deixe claro : "e vai se consolidar, não sei". Todavia, em 2024, a ministra do meio ambiente Marina Silva traz à tona dados das queimadas na Amazônia e alerta para a mudanças climáticas atuando na perda da umidade da Amazônia. 4
Os caatingueiros, quebradeiras de coco babaçu e outros tipos de povos tradicionais da região nordestina foram imensamente afetados pela enchente em tema. O clima normal semiárido com chuvas raras, de repente presenciou a incidência de vários dias chuvosos, para os quais os moradores e gestores governamentais não estavam contando. No estado do Piauí, o Governo decretou emergência em dezenove cidades, além de solicitar ajuda ao exército para resgatar aqueles levados pelas enchentes. Já em Salvador, alguns prédios desabaram por conta das chuvas, e toda a população em prédios com perigo de desmoronamento precisou evacuar. No Maranhão, denominado o mais impactado pelas chuvas no nordeste, as avenidas alagaram completamente, mais de doze pessoas morreram em virtude das enchentes, outras duas foram perdidas;  a quantidade total dos municípios afetados no Maranhão resulta em 106, maior número dentre todas as regiões do Brasil, Norte ou Nordeste.
Para repor os danos aos mais de setecentos e noventa e seis mil atingidos, em 21 de maio foi levada ao Congresso a Medida Provisória 463 que permitiria o repasse de oitocentos e oitenta milhões ao Ministério da Integração Regional, aprovada pouco tempo depois. Embora o sucesso na aprovação da medida, o cenário financeiro relacionado ao desastre gerou controvérsias na mídia no ano de 2009, o prejuízo total estimado seria maior a um bilhão, além disso, jornais eletrônicos compararam o quadro das enchentes principais no Norte e Nordeste (também resultaram em danos em Santa Catarina, no Sul, mas em menor escala) com as anteriores tragédias sulistas no ano de 2008 e apontaram uma preferência para doar aos catarinenses do Sul. As enchentes no fim do ano de 2008, mais especificamente, em Santa Catarina, resultaram em sessenta e três cidades danificadas pelas chuvas, cento e trinta e sete mortes e cinquenta e um mil desalojados. Logo, o Governo Federal conjunto ao Congresso enviaram trezentos e sessenta milhões de reais com o intuito de reconstrução da cidade catarinense, ademais a sociedade civil arrecadou trinta e quatro milhões em poucos dias de campanha, número mais que oito vezes maior do que os quatro milhões doados até o dia vinte um de maio para os nordestinos e nortistas, contrapostos aos números de duzentos mil desalojados.
As enchentes atingiram mais fortemente os locais despreparados, com pouca infraestrutura, como é o caso de Salinas do Sacavém, bairro em São Luís no Maranhão. Neste assentamento urbano, o acesso é difícil dentro ou fora do período de desastres climáticos. Porém, no extremo climático e nas consequências interligadas, o cenário torna-se muito pior, pois os impactos climáticos não recaem sobre toda a sociedade igualmente, a população de baixa renda é afetada mais. Tendo em vista o conceito de Justiça Climática: "[...]o mecanismo pelo qual sociedades desiguais, do ponto de vista econômico e social, destinam a maior carga dos danos ambientais do desenvolvimento às populações de baixa renda, aos grupos sociais discriminados, aos povos étnicos tradicionais, aos bairros operários, às populações marginalizadas e vulneráveis.", sugerido por Henri Acselrad, quanto mais negligenciado um grupo social é sem a ocorrência de crises climáticas, com a chegada delas, mais ficarão. Em outras palavras, habitantes de bairros à semelhança de Salinas do Sacavém não tem recursos financeiros suficientes para conceber uma boa infraestrutura nas casas, por esta razão, as moradias são vulneráveis aos desastres climáticos. Além de vezes em que cidadãos situam-se nas zonas de invasão, perto de locais suscetíveis aos riscos trazidos, ou agravados na visão de Acselrad, pelas chuvas e mudanças climáticas.

### Enchente de 2012
A enchente no Rio Negro de 2012 viria a alcançar o nível  de 29,97 metros em Manaus-AM. O relatório oficial da enchente de 2012 relata um total de duzentos e trinta dias no processo de enchente, mais da metade de um ano civil. De antemão, o documento considerava que as frequências com um potencial danoso aconteceriam com uma frequência próxima aos onze anos, devido ao imenso tamanho da bacia hidrográfica. Mas, em menos de dez anos, a situação voltou a se repetir, com um nível ligeiramente maior.

## Ver Também
- Adaptação às alterações climáticas
- Clima da Região Norte do Brasil
- Crise Climática
- Efeitos da Mudança Climática nos Seres Humanos
- Ética Climática
- Impactos do Aquecimento Global no Brasil
- Incêndio Florestal
- Mudanças Climáticas no Brasil
- Mudanças Climáticas e Biodiversidade
- Mulheres e Mudanças Climáticas
- Vulnerabilidade às Mudanças Climáticas